# Tribunal Constitucional de Andorra
El Tribunal Constitucional del Principado de Andorra es un órgano jurisdiccional, que de acuerdo con la Constitución de Andorra ("Título VIII"), es el intérprete supremo de la Constitución (artículo 95.1).
Dispone de autonomía reglamentaria (artículo 95.2), sometida a la Constitución y a la Ley del Tribunal Constitucional.
Está integrado por cuatro magistrados, con un mandato de ocho años, no renovable por períodos consecutivos. Estos magistrados son designados entre personas de reconocida experiencia jurídica o institucional, por los Copríncipes (1 magistrado cada uno) y por el Consejo General de Andorra (2 magistrados). La renovación de los magistrados se hace por partes. En la actualidad, el Tribunal se compone del Sr. Isidre Molas Batllori (Presidente), del Sr. Dominique Rousseau (Vicepresidente)  de la Sra. Laurence Burgorgue-Larsen y del Sr. Josep Delfí Guàrdia.
Las decisiones se adoptan por mayoría de votos y en caso de empate, tendrá voto de calidad el ponente (designado por sorteo en cada causa).
La sede oficial del Tribunal Constitucional Andorrano, está situada en la Calle del Valle, n.º 28 de Andorra la Vieja. 